# Puig de l'Àliga (Sant Pere de Torelló)
El Puig de l'Àliga també anomenat puig de les Àligues és una muntanya de 1.361 metres que es troba al municipi de Sant Pere de Torelló, a la comarca catalana d'Osona. És el punt culminant de la serra de Curull. Les seves principals vis d'ascenció són des de Vidrà per la Baga del Curull o bé des de la collada de Bracons pel GR 151.1 i desviant-se a la collada de Sant Bartomeu.
Aquest cim està inclòs al llistat dels 100 cims de la FEEC.